# Michael Glöckner
Michael Glöckner (Ehingen, Baden-Württemberg, 27 de maig de 1969) va ser un ciclista alemany especialista en pista. Va obtenir una medalla d'or als Jocs Olímpics de Barcelona, i un Campionat del món de persecució per equips.

## Palmarès en pista
- 1989
  -  Campió d'Alemanya en Persecució per equips (amb Volker Kirn, Reinhard Alber i Gerd Dörich)
- 1990
  -  Campió d'Alemanya en Persecució amateur
  -  Campió d'Alemanya en Persecució per equips (amb Uwe Messerschmidt, Andreas Walzer i Cedrik Güthe)
- 1991
  -  Campió del món de Persecució per equips (amb Stefan Steinweg, Jens Lehmann i Andreas Walzer)
  -  Campió d'Alemanya en Persecució per equips (amb Uwe Messerschmidt, Andreas Walzer i Cedrik Güthe)
- 1992
  -  Medalla d'or als Jocs Olímpics de Barcelona en Persecució per equips (amb Guido Fulst, Jens Lehmann, Andreas Walzer i Stefan Steinweg)

## Palmarès en ruta
- 1990
  - Vencedor d'una etapa a la Volta a la Baixa Saxònia
- 1991
  - Vencedor d'una etapa a la Volta a la Baixa Saxònia